# ElgooG
elgooG (Google achterstevoren gespeld) is de letterlijke mirrorsite van Google (de zoekmachine), waarbij alles achterstevoren wordt weergegeven, en ook de zoektermen achterstevoren geschreven moeten worden om de gewenste zoekresultaten te verkrijgen.
De website werd opgericht door All Too Flat en was oorspronkelijk bedoeld als grap, maar vond in China enige tijd een praktische toepassing na het blokkeren van Google door de firewall van de Chinese overheid. Een andere eigenschap van de website is dat het voor tussenliggende partijen moeilijker is om te traceren waarnaar gebruikers aan het zoeken zijn, doordat de zoektermen achterstevoren worden getypt en ook de zoekresultaten achterstevoren worden getoond.
De oorspronkelijke elgooG-pagina (van All Too Flat) was in 2022 onbereikbaar, met de melding dat de website een serverupgrade onderging.
De domeinnaam elgoog.com stond vanaf 2000 op naam van Google Inc. (later Google LLC) maar bevatte geen inhoud en werd later te koop aangeboden.